# Готфрид IV фон Хатцфелд
Готфрид IV фон Хатцфелд (на немски: Gottfried IV von Hatzfeld; † 16 април 1331) е благородник от род фон Хатцфелд в Хесен и байлиф на Марбург.
Той е най-големият син (от седем деца) на Крафт I фон Хатцфелд († сл. 1301) и съпругата му Юта фон Хаймбах († сл. 1331), дъщеря на Бруно фон Хаймбах († пр. 1307) и Аделхайд. Внук е на Готфрид III фон Хатцфелд († сл. 1249) и Юта фон Итер († 1242/1250), дъщеря на Конрад фон Итер († ок. 1245) и Мабилия фон Грифте († сл. 1224). Правнук е на Готфрид II фон Хатцфелд († сл. 1213) и праправнук на Готфрид I фон Хатцфелд († 1194) и потомък на Фолперт фон Хеписвелт († сл. 1151).
Баща му Крафт I († 1301) наследява замък Хатцфелд в долината на река Едер. Брат е на Крафт II фон Хатцфелд, байлиф на Амьонебург († пр. 1332).
През 1311 г. Готфрид IV фон Хатцфелд и брат му Крафт II († 1332) получават техния общ замък Хатцфелд от ландграф Ото I фон Хесен († 1328). След смъртта на Готфрид IV през 1331 г. син му Крафт († 1387) сключва договор с чичо си Крафт II и братята си за разделянето на фамилния замък на две части за наследниците на фамилиите. През 1340 г. император Лудвиг Баварски разрешава на господарите фон Хатцфелд да основат под техния замък един град със стени.
Син му Гунтрам влиза в Йоанитския орден, а дъщеря му Лутгарда продава своята част на Виганд († 1423), синът на Крафт II, и така той отново обединява наследството.

## Фамилия
Готфрид IV фон Хатцфелд се жени за Гертруд Шенк фон Швайнсберг († сл. 1333), дъщеря на Гунтрам III Шенк фон Швайнсберг († сл. 1333) и на фон Дернбах-Фетцберг. Те имат четири деца:
- Крафт IV фон Хатцфелд († 1387); има два сина
- Гунтрам I фон Хатцфелд († пр. 1383), влиза в Йоанитския орден, женен за Ингрид фон Обентраут († сл. 1335); имат син Готфрид V († 1371), женен 1364 г. за графиня Елизабет фон Юлих († сл. 1380)
- Крафт V фон Хатцфелд († сл. 1331); има син и две дъщери
- Лутгарда фон Хатцфелд (извънбрачна дъщеря), омъжена за фогт Йохан фон Графшафт († пр. 1385)

Вдовицата му Гертруд Шенк фон Швайнсберг се омъжва втори път за Екхарт фон Бикен.